# Otonyctomys hatti
Otonyctomys hatti là một loài động vật có vú trong họ Cricetidae, bộ Gặm nhấm. Loài này được Anthony mô tả năm 1932.